# El Gran Chaparral
El Gran Chaparral (título original en inglés: The High Chaparral) es una serie de televisión emitida por la cadena NBC entre 1967 y 1971.[cita requerida]

## Protagonistas
Principales:
- John Cannon (Leif Erickson)†
- Buck Cannon (Cameron Mitchell)†
- Victoria Cannon. (Linda Cristal)†
- Manolo Montoya (Henry Darrow)†
- Billy Blue Cannon (Mark Slade)

Secundarios:

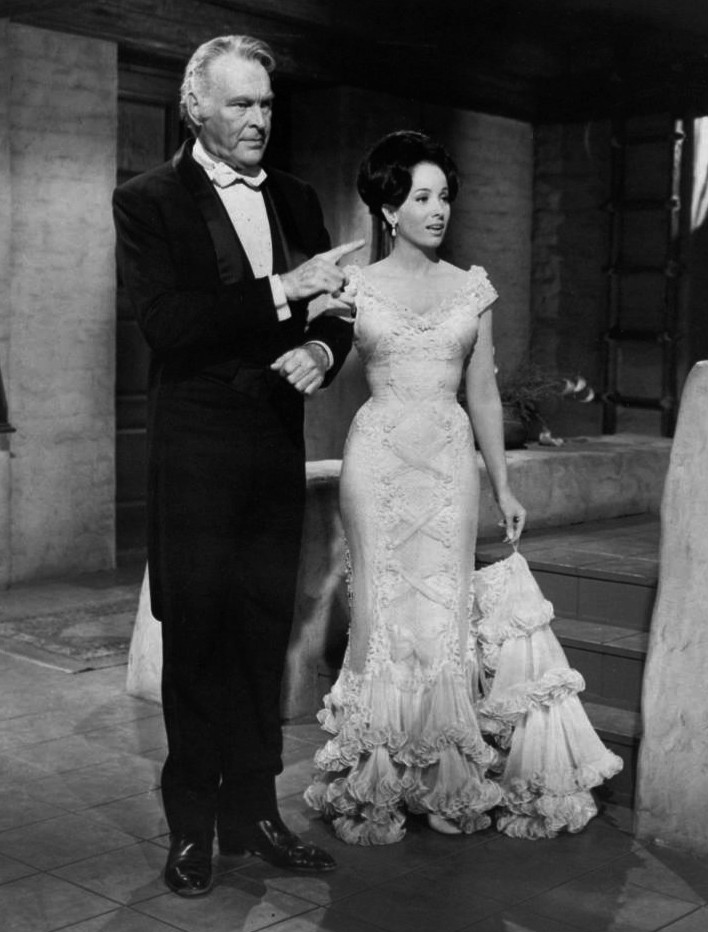
Foto de Leif Erickson y Linda Cristal del programa de televisión El Gran Chaparral

- Don Sebastián Montoya (Frank Silvera)†
- Sam Butler (Don Collier)†
- Joe Butler (Robert F. Hoy)†
- Pedro (Roberto Contreras)†
- Reno (Ted Markland)†
- Vaquero (Rodolfo Acosta)†
- Ira Bean (Jerry Summers)†

## Trama
Creada por David Dortort (responsable también de Bonanza), se estrenó el 10 de septiembre de 1967 a través de la cadena NBC.  
La serie fue protagonizada por el veterano actor Leif Erickson como John Cannon, dueño del rancho llamado "El Gran Chaparral" ubicado en el desierto de Sonora (actual Arizona). Se desarrolló en el viejo oeste norteamericano tratando sobre la vida de dos familias: los Cannon y los Montoya.
La familia Cannon estaba compuesta por John, un fornido y recio exoficial del Ejército de la Unión Estadounidense, ahora colono aventurero decidido a luchar contra la naturaleza y los apaches para mantener su rancho en pie (algo expresado claramente al ver por primera vez la extensa propiedad: "Esta es mi tierra y la domaré"), y su refinada esposa mexicana Victoria Montoya, hija de otro poderoso ranchero de la región apodado "El León de Sonora", Don Sebastián Montoya. Inicialmente la esposa de John fue Annalee (Joan Caulfield) que al llegar al agreste territorio bautizó la propiedad como "El Gran Chaparral", pero poco después fue muerta por los apaches. Hijo de Annalee y John era el sensible y novato Billy Blue, y junto a ellos estaba el leal hermano menor de John, Buck Cannon, comprometido con su labor en el rancho (aunque fácilmente se distraiga), más entusiasta e impulsivo que su hermano y el único de los Cannon con gran sentido del humor.
El cuadro de protagonistas se completaba con el divertido y disoluto Manolo Montoya, comúnmente llamado Manolito, hermano de Victoria. Este último había pasado a radicar en El Gran Chaparral, pues le disgustaba ser tratado como "el hijo del patrón" en el rancho de su padre, Don Sebastián Montoya, que fue interpretado por Frank Silvera durante las primeras temporadas de la serie, mientras que entre 1970 y 1971 Gilbert Roland tuvo a su cargo el papel de Don Domingo Montoya, hermano de Don Sebastián.
También destacaron como eficaces secundarios el capataz Sam Butler, los cowboys Joe Butler (hermano del anterior) y Pedro, así como el leal mayordomo Vaquero.
Personajes esporádicos pero resaltantes fueron: El jefe apache Cochise (Nino Cochise, Paul Fix y Michael Keep) que es el líder apache principal, el curandero apache Nock-Ay-Del (X Brands y George Keymas) quien suele ser neutral y alguna vez considerado con los Cannon, el subjefe apache Soldado (James Almanzar) que es enemigo de los Cannon, el mestizo pawnee-anglosajón Viento (Rudy Ramos) quien sería el último en unirse al rancho de los Cannon como ayudante, y la buscavidas mexicana Perlita (Marie Gómez), "novia" de Manolito y de muchos otros habitantes de la región.
A menudo, los habitantes del Gran Chaparral entraban en conflicto con los apaches o debían protegerse contra bandoleros, desertores del ejército, etc. La serie se destaca sin duda por sus hermosas localizaciones naturales y también por sus abundantes situaciones divertidas, en las cuales los personajes lucen con naturalidad tantas virtudes como defectos.
Otra de las características únicas de esta serie es que no se trata del héroe vaquero, indomable, amigo de todos e incorruptible que solo es leal a sí mismo, sino que son un grupo de personas que funcionan bien entre sí y conforman una familia real en este recio entorno.
Por último las relaciones familiares están marcadas por un realismo pocas veces visto en este tipo de series.

## Final y actualidad
La serie fue cancelada después de cuatro años, pero se ha convertido en un clásico y continuamente es transmitida por la TV abierta y cerrada de diferentes países, contando con apreciable audiencia y es reconocida por múltiples fans de todo el mundo y en distintas lenguas. Los castellanohablantes en EE. UU. la recibieron siempre de una manera muy especial (incluso en la versión en inglés algunos de sus personajes a veces se comunican en castellano).

## Curiosidades
- El actor Michael Keep interpretó a cinco jefes apaches diferentes: Tobar, Natchez, Cochise, Chiopana y Águila Roja. Es el que más personajes diferentes ha interpretado en la serie.
- El actor X Brands interpretó en el mismo capítulo (cap. 92) a dos apaches: El jefe Tularosa y el aldeano Eenah.
- Está ubicado en Suecia el "Parque Temático del Gran Chaparral" (High Chaparral Theme Park), parque inaugurado en 1966 (un año antes de que se estrenara la serie de TV) y que tiene como tema de fondo todo lo relacionado al Viejo Oeste Estadounidense.
- En la carretera de Yuma a San Luis, Arizona hay un rancho llamado El Gran Chaparral.
- A pesar de que Victoria y Manolito son mexicanos, los actores que los personifican son de otra nacionalidad, pues Linda Cristal era argentina y Henry Darrow era puertorriqueño.

## Episodios
Temporada 1 (1967-1968)
| Orden | Ep.   | Puesta en el aire | Título en español               | Título original               |
| 1x01  | 01-01 | 10-sep-1967       | Destino Tucson                  | Destination Tucson            |
| 1x02  | 02-01 | 10-sep-1967       | El acuerdo                      | The Arrangement               |
| 1x03  | 03-01 | 17-sep-1967       | El fantasma del Chaparral       | The Ghost of Chaparral        |
| 1x04  | 04-01 | 24-sep-1967       | El mejor hombre para el trabajo | Best Man for the Job          |
| 1x05  | 05-01 | 1-oct-1967        | Un día tranquilo en Tucson      | A Quiet Day in Tucson         |
| 1x06  | 06-01 | 8-oct-1967        | Sangre joven                    | Young Blood                   |
| 1x07  | 07-01 | 15-oct-1967       | Sombras en la tierra            | Shadows on the Land           |
| 1x08  | 08-01 | 22-oct-1967       | Los filibusteros                | The Filibusteros              |
| 1x09  | 09-01 | 29-oct-1967       | El doctor de Dodge              | The Doctor from Dodge         |
| 1x10  | 10-01 | 5-nov-1967        | Repentinamente campestre        | Sudden Country                |
| 1x11  | 11-01 | 12-nov-1967       | Una ofensa pendiente            | A Hanging Offense             |
| 1x12  | 12-01 | 19-nov-1967       | El precio de la venganza        | The Price of Revenge          |
| 1x13  | 13-01 | 26-nov-1967       | La viuda de Roca Roja           | The Widow from Red Rock       |
| 1x14  | 14-01 | 10-dic-1967       | La marca de la tortuga          | Mark of the Turtle            |
| 1x15  | 15-01 | 17-dic-1967       | Los terroristas                 | The Terrorist                 |
| 1x16  | 16-01 | 31-dic-1967       | Muro de fuego                   | The Firing Wall               |
| 1x17  | 17-01 | 7-ene-1968        | Los asesinos                    | The Assassins                 |
| 1x18  | 18-01 | 14-ene-1968       | Supervivencia                   | Survival                      |
| 1x19  | 19-01 | 21-ene-1968       | El oro está donde tú lo dejaste | Gold Is Where You Leave It    |
| 1x20  | 20-01 | 28-ene-1968       | El pariente                     | The Kinsman                   |
| 1x21  | 21-01 | 4-feb-1968        | Campeón del mundo occidental    | Champion of the Western World |
| 1x22  | 22-01 | 11-feb-1968       | Cabalgata por la tierra salvaje | Ride the Savage Land          |
| 1x23  | 23-01 | 18-feb-1968       | Mal día para un sediento        | Bad Day for a Thirst          |
| 1x24  | 24-01 | 25-feb-1968       | El tigre por la cola            | Tiger by the Tail             |
| 1x25  | 25-01 | 3-mar-1968        | El pacificador                  | The Peacemaker                |
| 1x26  | 26-01 | 10-mar-1968       | El cazador de cabelleras        | The Hair Hunter               |
| 1x27  | 27-01 | 24-mar-1968       | Un ruido jovial                 | A Joyful Noise                |
| 1x28  | 28-01 | 31-mar-1968       | Umbral de coraje                | Threshold of Courage          |

Temporada 2 (1968-1969)
| Orden | Ep.   | Puesta en el aire | Título en español                      | Título original                   |
| 2x01  | 01-02 | 20-sep-1968       | El semental                            | The Stallion                      |
| 2x02  | 02-02 | 27-sep-1968       | Diez indiecitos                        | Ten Little Indians                |
| 2x03  | 03-02 | 4-oct-1968        | Sigue tu corazón                       | Follow Your Heart                 |
| 2x04  | 04-02 | 11-oct-1968       | Tornado Frances                        | Tornado Frances                   |
| 2x05  | 05-02 | 18-oct-1968       | La bandada                             | The Covey                         |
| 2x06  | 06-02 | 25-oct-1968       | La tierra prometida                    | The Promised Land                 |
| 2x07  | 07-02 | 1-nov-1968        | Ebenezer                               | Ebenezer                          |
| 2x08  | 08-02 | 8-nov-1968        | Al norte de Tucson                     | North to Tucson                   |
| 2x09  | 09-02 | 15-nov-1968       | Los mentirosos                         | The Deceivers                     |
| 2x10  | 10-02 | 22-nov-1968       | Los soldados Búfalo                    | The Buffalo Soldiers              |
| 2x11  | 11-02 | 29-nov-1968       | Por lo que estamos a punto de recibir. | For What We Are about to Receive. |
| 2x12  | 12-02 | 13-dic-1968       | Una forma de justicia                  | A Way of Justice                  |
| 2x13  | 13-02 | 20-dic-1968       | Nuestra señora de Guadalupe            | Our Lady of Guadalupe             |
| 2x14  | 14-02 | 3-ene-1969        | Mar de enemigos                        | Sea of Enemies                    |
| 2x15  | 15-02 | 10-ene-1969       | Sombra del viento                      | Shadow of the Wind                |
| 2x16  | 16-02 | 17-ene-1969       | No se emplean irlandeses               | No Irish Need Apply               |
| 2x17  | 17-02 | 24-ene-1969       | Las últimas cien millas                | The Last Hundred Miles            |
| 2x18  | 18-02 | 31-ene-1969       | Los soldados gloriosos                 | The Glory Soldiers                |
| 2x19  | 19-02 | 7-feb-1969        | Una pluma de águila                    | Feather of an Eagle               |
| 2x20  | 20-02 | 14-feb-1969       | Una vez en un día de primavera         | Once on a Day in Spring           |
| 2x21  | 21-02 | 21-feb-1969       | Apestoso Flanagan                      | Stinky Flanagan                   |
| 2x22  | 22-02 | 28-feb-1969       | Suerte                                 | Surtee                            |
| 2x23  | 23-02 | 7-mar-1969        | Un tipo llamado Kilroy                 | A Fella Named Kilroy              |
| 2x24  | 24-02 | 14-mar-1969       | Sin trompetas, sin tambores            | No Bugles, No Drums               |
| 2x25  | 25-02 | 28-mar-1969       | El león duerme                         | The Lion Sleeps                   |
| 2x26  | 26-02 | 4-abr-1969        | Por el amor de Carlos                  | For the Love of Carlos            |

Temporada 3 (1969-1970)
| Orden | Ep.   | Puesta en el aire | Título en español                    | Título original                |
| 3x01  | 01-03 | 19-sep-1969       | El tiempo de tu vida                 | Time of Your Life              |
| 3x02  | 02-03 | 26-sep-1969       | Tiempo para reír, tiempo para llorar | A Time to Laugh, a Time to Cry |
| 3x03  | 03-03 | 3-oct-1969        | Los hermanos Cannon                  | The Brothers Cannon            |
| 3x04  | 04-03 | 10-oct-1969       | Un pedazo de tierra                  | A Piece of Land                |
| 3x05  | 05-03 | 17-oct-1969       | Un mal día para un hombre malo.      | Bad day for bad men.           |
| 3x06  | 06-03 | 24-oct-1969       | Para soportar algo más.              | To stand for something more.   |
| 3x07  | 07-03 | 31-oct-1969       | Travesía a nunca más.                | Trail to nevermore.            |
| 3x08  | 08-03 | 7-nov-1969        | Confianza Apache.                    | Apache trust.                  |
| 3x09  | 09-03 | 14-nov-1969       | Bella dama.                          | Lady fair.                     |
| 3x10  | 10-03 | 21-nov-1969       | Los perdidos.                        | The lost ones.                 |
| 3x11  | 11-03 | 28-nov-1969       | El legado.                           | The legacy.                    |
| 3x12  | 12-03 | 12-dic-1969       | Alianza.                             | Alliance.                      |
| 3x13  | 13-03 | 26-dic-1969       | Las ladronzuelas.                    | The little thieves.            |
| 3x14  | 14-03 | 2-ene-1970        | La sombra larga.                     | The long shadow.               |
| 3x15  | 15-03 | 9-ene-1970        | El diario de la muerte.              | The journal of death.          |
| 3x16  | 16-03 | 16-ene-1970       | Amigos y socios.                     | Friends and partners.          |
| 3x17  | 17-03 | 23-ene-1970       | Jelks.                               | Jelks.                         |
| 3x18  | 18-03 | 6-feb-1970        | Las pistolas de Johnny Rondo.        | The guns of Johnny Rondo.      |
| 3x19  | 19-03 | 20-feb-1970       | Mi casa, su casa.                    | Mi casa, su casa.              |
| 3x20  | 20-03 | 27-feb-1970       | El teniente.                         | The lieutenant.                |
| 3x21  | 21-03 | 6-mar-1970        | El alguacil reacio.                  | The reluctant deputy.          |
| 3x22  | 22-03 | 20-mar-1970       | Nuevos huéspedes en el pueblo.       | New hostess in town.           |
| 3x23  | 23-03 | 27-mar-1970       | Demasiados jefes.                    | Too many chiefs.               |
| 3x24  | 24-03 | 10-abr-1970       | Los buenos tiempos pasados.          | Auld lang syne.                |
| 3x25  | 25-03 | 17-abr-1970       | Generación.                          | Generation.                    |
| 3x26  | 26-03 | 5 de mayo de 1970 | Sin ningún problema.                 | No trouble at all.             |

Temporada 4 (1970-1971)
| Orden | Ep.   | Puesta en el aire | Título en español                  | Título original              |
| 4x01  | 01-04 | 18-sep-1970       | Un enojo más grande que el mío.    | An anger greater than mine.  |
| 4x02  | 02-04 | 25-sep-1970       | Hablar.                            | Spokes.                      |
| 4x03  | 03-04 | 2-oct-1970        | Viento.                            | Wind.                        |
| 4x04  | 04-04 | 16-oct-1970       | Un asunto de supervivencia.        | A matter of survival.        |
| 4x05  | 05-04 | 23-oct-1970       | Se necesita un hombre inteligente. | It takes a smart man.        |
| 4x06  | 06-04 | 30-oct-1970       | El buen sonido de las ganancias.   | A good sound profit.         |
| 4x07  | 07-04 | 6-nov-1970        | Demasiado tarde el epitafio.       | Too late the epitaph.        |
| 4x08  | 08-04 | 13-nov-1970       | La fragua del odio.                | The forge of hate.           |
| 4x09  | 09-04 | 20-nov-1970       | Fiesta.                            | Fiesta.                      |
| 4x10  | 10-04 | 27-nov-1970       | Un asunto de venganza.             | A matter of vengeance.       |
| 4x11  | 11-04 | 11-dic-1970       | Guerrero cara pálida.              | Pale warrior.                |
| 4x12  | 12-04 | 18-dic-1970       | La placa.                          | The badge.                   |
| 4x13  | 13-04 | 02-oct-1970       | Solo los malos vienen a Sonora.    | Only the bad come to Sonora. |
| 4x14  | 14-04 | 6 oct-1970        | Sangre.                            | Sangre.                      |
| 4x15  | 15-04 | 19-feb-1971       | El rehén.                          | The hostage.                 |
| 4x16  | 16-04 | 19-feb-1971       | Un hombre para manejar la tierra.  | A man to match the land.     |
| 4x17  | 17-04 | 5-mar-1971        | El nuevo león de Sonora (parte 1). | The new lion of Sonora.      |
| 4x18  | 18-04 | 12-mar-1971       | El nuevo león de Sonora (parte 2). | The new lion of Sonora.      |

- Datos: Q1617740
- Multimedia: The High Chaparral / Q1617740